# Leonardo Bonucci
Leonardo Bonucci (Viterbo, 1987. május 1. –) olasz válogatott labdarúgó. Posztját tekintve belsővédő.

## Pályafutása

### Klubcsapatban
Pályafutását a Viterbeseben kezdte. 2005 nyarán az Internazionalebe igazolt. A 2005–2006-os szezonban a Cagliari ellen mutatkozott be a Serie A-ban.
Első Coppa Italia mérkőzését 2006. november 9-én játszotta a Messina ellen. A mérkőzés 86. percében Fabio Grossót váltotta.
2007 januárjában a Trevisohoz került kölcsönbe, ahonnan másfél szezon után távozott. 2009-ben félévig a Pisa csapatát erősítette. 2009. nyarán végleg távozott az Interből. A 2009–2010-es bajnoki idényben a Bari játékosaként szerepelt. Összesen 38 mérkőzésen lépett pályára a szezonban és egy gól szerzett.
2010-ben az olasz bajnoki rekorder Juventus igazolta le. A Juventus tagjaként sikerült megnyernie a 2011–2012-es scudettot.
2012. április 2-án a Juventus nyilvánosságra hozta, hogy Bonuccival újabb 5 éves szerződét kötöttek.
2023. szeptember 1-jén aláírt a német Union Berlin csapatához. 2024. január 11-én jelentette be távozását. Ugyanezen a napon a török Fenerbahçe csapatába igazolt.
2024. május 25-én bejelentette, hogy visszavonul a profi labdarúgástól.

### A válogatottban
2007. május 31-én pályára lépett az olasz U20-as válogatottban.
A felnőtt csapatban 2010. március 3-án debütált egy Kamerun elleni barátságon találkozón.
Az Európa-bajnoki keretszűkítést követően a szövetségi kapitány Cesare Prandelli nevezte őt a 2012-es Eb-re készülő 23 fős keretébe.

## Edzőként
2024 októberében kinevezték az olasz U20-as válogatott segédedzőjének.

## Statisztika

### Klub
| Klub               | Szezon             | Bajnokság | Bajnokság | Kupa | Kupa | Nemzetközi | Nemzetközi | Egyéb | Egyéb | Összesen | Összesen |
| Klub               | Szezon             | M.        | G.        | M.   | G.   | M.         | G.         | M.    | G.    | M.       | G.       |
| ------------------ | ------------------ | --------- | --------- | ---- | ---- | ---------- | ---------- | ----- | ----- | -------- | -------- |
| Internazionale     | 2005–06            | 1         | 0         | 0    | 0    | 0          | 0          | 0     | 0     | 1        | 0        |
| Internazionale     | 2006–07            | 0         | 0         | 3    | 0    | 0          | 0          | 0     | 0     | 3        | 0        |
| Internazionale     | Összesen           | 1         | 0         | 3    | 0    | 0          | 0          | 0     | 0     | 4        | 0        |
| Treviso (Kölcsön)  | 2007–08            | 27        | 2         | 0    | 0    | –          | –          | –     | –     | 27       | 2        |
| Treviso (Kölcsön)  | 2008–09            | 13        | 2         | 1    | 0    | –          | –          | –     | –     | 14       | 2        |
| Treviso (Kölcsön)  | Összesen           | 40        | 4         | 1    | 0    | –          | –          | –     | –     | 41       | 4        |
| Pisa (Kölcsön)     | 2008–09            | 18        | 1         | 0    | 0    | –          | –          | –     | –     | 18       | 1        |
| Pisa (Kölcsön)     | Összesen           | 18        | 1         | 0    | 0    | –          | –          | –     | –     | 18       | 1        |
| Bari               | 2009–10            | 38        | 1         | 1    | 0    | –          | –          | –     | –     | 39       | 1        |
| Bari               | Összesen           | 38        | 1         | 1    | 0    | –          | –          | –     | –     | 39       | 1        |
| Juventus           | 2010–11            | 34        | 0         | 2    | 0    | 8          | 1          | –     | –     | 44       | 1        |
| Juventus           | 2011–12            | 32        | 2         | 5    | 0    | –          | –          | –     | –     | 37       | 2        |
| Juventus           | 2012–13            | 33        | 0         | 4    | 0    | 10         | 1          | 1     | 0     | 48       | 1        |
| Juventus           | 2013–14            | 29        | 2         | 1    | 0    | 13         | 1          | 1     | 0     | 44       | 3        |
| Juventus           | 2014–15            | 34        | 3         | 4    | 1    | 13         | 0          | 1     | 0     | 52       | 4        |
| Juventus           | 2015–16            | 36        | 3         | 4    | 0    | 8          | 0          | 1     | 0     | 49       | 3        |
| Juventus           | 2016–17            | 29        | 3         | 5    | 1    | 11         | 1          | 0     | 0     | 45       | 5        |
| Juventus           | Összesen           | 227       | 13        | 25   | 2    | 63         | 4          | 4     | 0     | 319      | 19       |
| Milan              | 2017–18            | 35        | 2         | 5    | 0    | 11         | 0          | –     | –     | 51       | 2        |
| Milan              | Összesen           | 35        | 2         | 5    | 0    | 11         | 0          | –     | –     | 51       | 2        |
| Juventus           | 2018–19            | 29        | 3         | 1    | 0    | 10         | 0          | 1     | 0     | 41       | 3        |
| Juventus           | 2019–20            | 25        | 3         | 2    | 1    | 6          | 0          | 1     | 0     | 34       | 4        |
| Juventus           | Összesen           | 54        | 6         | 3    | 1    | 16         | 0          | 2     | 0     | 75       | 7        |
| Karrierje összesen | Karrierje összesen | 413       | 27        | 38   | 3    | 90         | 4          | 6     | 0     | 547      | 34       |

2020. március 8. szerint

### Válogatott
2023. júmius 15-én lett frissítve.
| Olaszország | Olaszország     | Olaszország |
| Év          | Pályára lépések | Gólok       |
| ----------- | --------------- | ----------- |
| 2010        | 8               | 2           |
| 2011        | 5               | 0           |
| 2012        | 11              | 0           |
| 2013        | 11              | 0           |
| 2014        | 8               | 1           |
| 2015        | 10              | 0           |
| 2016        | 14              | 1           |
| 2017        | 8               | 1           |
| 2018        | 10              | 1           |
| 2019        | 10              | 1           |
| 2020        | 4               | 0           |
| 2021        | 15              | 1           |
| 2022        | 6               | 0           |
| 2023        | 1               | 0           |
| Összes      | 121             | 8           |

### Válogatott góljai
| # | Dátum               | Helyszín                                           | Ellenfél      | Gólja | Végeredmény       | Kiírás                     |
| - | ------------------- | -------------------------------------------------- | ------------- | ----- | ----------------- | -------------------------- |
| 1 | 2010. június 3.     | King Baudouin Stadium, Brüsszel, Belgium           | Mexikó        | 1–2   | 1–2               | Barátságos                 |
| 2 | 2010. szeptember 3. | A. Le Coq Arena, Tallinn, Észtország               | Észtország    | 2–1   | 2–1               | Európa-bajnokság-selejzető |
| 3 | 2014. szeptember 9. | Ullevaal Stadion, Oslo, Norvégia                   | Norvégia      | 2–0   | 2–0               | Európa-bajnokság-selejzető |
| 4 | 2016. július 2.     | Nouveau Stade de Bordeaux, Bordeaux, Franciaország | Németország   | 1–1   | 1–1 (hu) (t.:5–6) | Európa-bajnokság           |
| 5 | 2017. március 28.   | Amsterdam Arena, Amszterdam, Hollandia             | Hollandia     | 2–1   | 2–1               | Barátságos                 |
| 6 | 2018. június 1.     | Allianz Riviera, Nizza, Franciaország              | Franciaország | 1–2   | 1–3               | Barátságos                 |
| 7 | 2019. június 8.     | Olimpiai Stadion, Athén, Görögország               | Görögország   | 3–0   | 3–0               | Világ-bajnokság-selejzető  |
| 8 | 2021. július 11..   | Wembley Stadion, London, Anglia                    | Anglia        | 1–1   | 1–1 (hu) (t.:3–2) | Európa-bajnokság-döntő     |

## Sikerei, díjai
Internazionale
- Serie A-győztes: 2005–06

Juventus
- Serie A-győztes: 2011–12, 2012–13, 2013–14, 2014–15, 2015–16, 2016–17, 2018–19, 2019–20
- Olasz kupa-győztes: 2014–15, 2015–16, 2016–17, 2020–21
- Olasz szuperkupa-győztes: 2012, 2013, 2015, 2018, 2020